# João Suassuna
João Urbano Pessoa de Vasconcelos Suassuna, né à Catolé do Rocha le 9 janvier 1886, mort à Rio de Janeiro le 9 octobre 1930, est un homme politique brésilien, affilié au Parti républicain du Paraíba.

## Biographie
De 1924 à 1929, João Suassuna est le président de l'État du Paraíba. João Pessoa lui succède. Alors que Suassuna est le défenseur de la culture rurale du Nordeste, João Pessoa est partisan de la modernisation. Son fils Ariano commentera ainsi l'opposition entre les deux hommes : 

« Le Président João Pessoa représentait la classe moyenne des villes et surtout celle de la capitale. Mon père représentait les propriétaires sertanejos […] Du point de vue du processus politique, João Pessoa était à l'avant-garde. Mon père et les autres représentaient le statu quo. On peut dire qu'ils furent les derniers seigneurs féodaux du sertão. »

La présence de Pessoa à la tête du Paraíba inquiète ses colonels. L'un d'entre eux, José Pereira Lima, déclare São José de Princesa « territoire libre de Princesa », ce qui amène le président Washington Luís à décréter une intervention fédérale. Pessoa est assassiné le 26 juillet 1930 par un parent de Suassuna, le journaliste João Duarte Dantas (pt). 
Député fédéral, Suassuna est assassiné le 9 octobre 1930 à Rio de Janeiro, alors qu'il espérait rencontrer Washington Luís pour évoquer la situation du Paraíba. Sa mort,
« conséquence des divisions et luttes politiques liées à la Révolution de 1930 », marquera la vie et l'œuvre de son fils, l'auteur Ariano Suassuna. Son père, au moment de sa mort, se sachant menacé, avait en poche une lettre-testament, dans laquelle il demande à ne pas être vengé, et, s'adressant à sa famille, ne nomme qu'Ariano,,,.

## Postérité
Ariano Suassuna s'inspire de la vie de son père pour l'écriture de La Pierre du royaume (O Romance d'A Pedra do Reino e o Príncipe do Sangue do Vai-e-Volta).
En 1960, l'aéroport de Campina Grande prend le nom d'Aeroporto Presidente João Suassuna en sa mémoire.